# Карвісайш
Карвісайш (порт. Carviçais; МФА: [kaɾ.vi.ˈsajʃ]) — парафія в Португалії, у муніципалітеті Торре-де-Монкорву. Розташована в північно-східній частині країни, на теренах історичної португальської провінції Трансмонтана. Входить до складу округу Браганса. За адміністративним поділом, чинним до 1976 року, терени парафії були складовою провінції Трансмонтана і Верхнє Дору. Належить до Брагансько-Мірандської діоцезії Католицької церкви. Патрон — Діва Марія. Площа — 62,9995 км². Населення — 757 ос. (2011). Слабо урбанізований регіон. Густота населення — 12,02 осіб/км²
. Код — 040905.

## Населення
| Кількість мешканців | Кількість мешканців | Кількість мешканців | Кількість мешканців | Кількість мешканців | Кількість мешканців | Кількість мешканців | Кількість мешканців | Кількість мешканців | Кількість мешканців | Кількість мешканців | Кількість мешканців | Кількість мешканців | Кількість мешканців | Кількість мешканців |
| ------------------- | ------------------- | ------------------- | ------------------- | ------------------- | ------------------- | ------------------- | ------------------- | ------------------- | ------------------- | ------------------- | ------------------- | ------------------- | ------------------- | ------------------- |
| 1864                | 1878                | 1890                | 1900                | 1911                | 1920                | 1930                | 1940                | 1950                | 1960                | 1970                | 1981                | 1991                | 2001                | 2011                |
| 1 219               | 1 474               | 1 535               | 1 583               | 1 728               | 1 706               | 1 825               | 2 140               | 2 163               | 2 255               | 1 608               | 1 429               | 1 157               | 882                 | 757                 |